# Trial (licencja oprogramowania)
Trial (ang. próba) – rodzaj licencji na programy komputerowe polegający na tym, że można go używać przez z góry ustalony czas (od 7 do 90 dni). Czasami zamiast ograniczenia na liczbę dni jest ograniczenie na liczbę uruchomień programu. Programy na tej licencji są w pełni funkcjonalne. Po upływie ustalonego czasu, zgodnie z licencją, wymagane jest uzyskanie wersji pełnej programu albo usunięcie go z dysku twardego. Większość tego typu programów po upływie tego czasu blokuje działanie części lub całości funkcjonalności do czasu zakupienia pełnej licencji i wprowadzenia klucza odblokowującego. 
Na tej licencji rozprowadza się zazwyczaj wersje próbne.
Przykłady oprogramowania rozprowadzanego na licencji trial:
- Paint Shop Pro